# Héber kauzatív igetörzsek
A héber kauzatív igetörzsek a sémi nyelvek úgynevezett hé-kauzatív csoportjába tartoznak és aktív-passzív párban állnak. Közös törzsképzőelemük a -ה h- előtag, mely azonban nem minden alakban látszik, mivel az előragok a hé-t elnyelik. Általános jelentéstartalma műveltető (őríz → őríztet), de ezen kívül megengedő és egyéb tartalmai is vannak, valamint igeképzőként (denominális v. deverbeális verbumképző) is használatos.

## Hifíl (Kauzatív aktív)
- Törzsképzőelem: -הִ hi- előtag és -י ִ- -í- belső rag. Hangrend: magas (i-í, i-a, a-í) . Jelentéstartalom: kauzatív (műveltető, tétető; királlyá tesz), megengedő (engedi, hogy kemény legyen) aktív.

### Ragozott igealakok
| E/3h | הִמְלִיךְ  | himlích    | וְהִמְלִיךְ  | vəhimlích    | –      | –           |
| E/3n | הִמְלִיכָה | him`líchá  | ~וְ      | və~          | –      | –           |
| E/2h | הִמְלַכְתָּ  | him`lachtá | וְהִמְלַכְתָּ  | vəhimlach`tá | הִמְלָכְתָּ  | him`láchtá  |
| E/2n | הִמְלַכְתְּ  | himlacht   | ~וְ      | və~          | הִמְלָכְתְּ  | himlácht    |
| E/1  | הִמְלַכְתִּי | him`lachtí | וְהִמְלַכְתִּי | vəhimlach`tí | הִמְלָכְתִּי | him`láchtí  |
| T/3  | הִמְלִיכוּ | him`líchú  | ~וְ      | və~          | –      | –           |
| T/2h | הִמְלַכְתֶּם | himlachtem | ~וְ      | və~          | הִמְלָכְתֶּם | him`láchtem |
| T/2n | הִמְלַכְתֶּן | himlachten | ~וְ      | və~          | הִמְלָכְתֶּן | him`láchten |
| T/1  | הִמְלַכְנוּ | him`lachnú | וְהִמְלַכְנוּ | vəhimlach`nú | הִמְלָכְנוּ | him`láchnú  |

A törzs képzése két képzőelemmel történik: egy -הִ hi- előtagból és egy mindig hangsúlyos -י ִ- -í- belső ragból, mely a 2. és 3. gyökhangzó közé kerül.
A -הִ hi- előtag csak a perfektumban látszik, az összes többi alakban az előragok elnyelik a hé-t és felveszik annak magánhangzóját, mely mindenütt a (pl. impf. E/3h *יְהַמְלִיךְ *jəhamlích → יַמְלִיךְ jamlích, part. E/h *מְהַמְלִיךְ *məhamlích → מַמְלִיךְ mamlích). A Tanach költői részeiben azonban az összevonás (kontrakció) nélküli alakok is szerepelnek.
Az imperatívusz -הַ ha- előragja úgy jön létre, hogy az imperfektum szabályosan leeső előragjai helyébe – a fennmaradó a megtartásának érdekében – egy protetikus hé lép (impf. E/2h תַּמְלִיךְ tamlích → *מְלִיךְ ַ *-amlích → impt. E/2h הַמְלֵךְ hamléch; ld. még: nifal imperatívusz).
Az -י ִ- -í- belső rag a perfektumnak csak az E/3h és T/3 alakjaiban látszik, máshol mindenütt a áll a helyén. Ugyancsak nem látható az imperfektum T/3n és T/2n alakjaiban, a jusszívuszban és a belőle képzett vávos imperfektumban, az imperatívusz E/2h és T/2n-ben, valamint az infinitívuszokban, ahol é-vé vonódik össze. Az imperfektum többi alakjában és a particípiumokban végig jelen van.
Az erős igék ragozásánál a hifíl az egyetlen igetörzs, melynek az imperfektumtól eltérő jusszívusza van: a végraggal nem rendelkező alakjainál a törzsképző í vonódik össze é-be (végragos alakjai változatlanok). A törzs ebből a jusszívuszból képezi vávos imperfektumát, mely ezért ugyanezeket a rövidüléseket mutatja, de szintén csak ezekben az alakjaiban (E/3h, E/3n, E/2h, E/1, T/1). Az E/1 és T/1 rövidült alakjai jusszívuszként (vagyis felszólításként) nem használatosak (mivel az egyes számú (ön)felszólításra a kohortatívusz van fenntartva), csak a vávos imperfektumban fordulnak elő.

| A hifíl törzs imperfektumi alakjai | A hifíl törzs imperfektumi alakjai | A hifíl törzs imperfektumi alakjai | A hifíl törzs imperfektumi alakjai | A hifíl törzs imperfektumi alakjai | A hifíl törzs imperfektumi alakjai | A hifíl törzs imperfektumi alakjai | A hifíl törzs imperfektumi alakjai  | A hifíl törzs imperfektumi alakjai  | A hifíl törzs imperfektumi alakjai | A hifíl törzs imperfektumi alakjai | A hifíl törzs imperfektumi alakjai | A hifíl törzs imperfektumi alakjai |
|                                    | Imperfektum királlyá fog tenni     | Imperfektum királlyá fog tenni     | Váv-imperfektum és királlyá tett   | Váv-imperfektum és királlyá tett   | Jusszívusz tegye királlyá!         | Jusszívusz tegye királlyá!         | Kohortatívusz hadd tegyem királlyá! | Kohortatívusz hadd tegyem királlyá! | Imperatívusz tedd királlyá         | Imperatívusz tedd királlyá         | Impt. en. ~                        | Impt. en. ~                        |
| ---------------------------------- | ---------------------------------- | ---------------------------------- | ---------------------------------- | ---------------------------------- | ---------------------------------- | ---------------------------------- | ----------------------------------- | ----------------------------------- | ---------------------------------- | ---------------------------------- | ---------------------------------- | ---------------------------------- |
| E/3h                               | יַמְלִיךְ                              | jamlích                            | וַיַּמְלֵךְ                              | vajjamléch                         | יֵמְלֵךְ                               | jamléch                            |                                     |                                     |                                    |                                    |                                    |                                    |
| E/3n                               | תַּמְלִיךְ                              | tamlích                            | וַתַּמְלֵךְ                              | vattamléch                         | תַּמְלֵךְ                               | tamléch                            |                                     |                                     |                                    |                                    |                                    |                                    |
| E/2h                               | תַּמְלִיךְ                              | tamlích                            | וַתַּמְלֵךְ                              | vattamléch                         | תַּמְלֵךְ                               | tamléch                            |                                     |                                     | הַמְלֵךְ                               | hamléch                            | הַמְלִיכָה                             | ham`líchá                          |
| E/2n                               | תַּמְלִיכִי                             | tam`líchí                          |                                    | vatta~                             | = impf.                            | = impf.                            |                                     |                                     | הַמְלִיכִי                             | ham`líchí                          |                                    |                                    |
| E/1                                | אַמְלִיךְ                              | amlích                             | וָאַמְלֵךְ                              | váamléch                           | (אַמְלֵךְ)                             | (amléch)                           | אַמְלִיכָה                              | am`líchá                            |                                    |                                    |                                    |                                    |
| T/3h                               | יַמְלִיכוּ                             | jam`líchú                          |                                    | vajja~                             | = impf.                            | = impf.                            |                                     |                                     |                                    |                                    |                                    |                                    |
| T/3n                               | תַּמְלֵכְנָה                             | tam`léchná                         |                                    | vatta~                             | = impf.                            | = impf.                            |                                     |                                     |                                    |                                    |                                    |                                    |
| T/2h                               | תַּמְלִיכוּ                             | tam`líchú                          |                                    | vatta~                             | = impf.                            | = impf.                            |                                     |                                     | הַמְלִיכוּ                             | ham`líchú                          |                                    |                                    |
| T/2n                               | תַּמְלֵכְנָה                             | tam`léchná                         |                                    | vatta~                             | = impf.                            | = impf.                            |                                     |                                     | הַמְלֵכְנָה                             | ham`léchná                         |                                    |                                    |
| T/1                                | נַמְלִיךְ                              | namlích                            | וַנַּמְלֵךְ                              | vannamléch                         | (נַּמְלֵךְ)                             | (namléch)                          | נַמְלִיכָה                              | nam`líchá                           |                                    |                                    |                                    |                                    |

### Névszói igealakok
| A hifíl törzs | A hifíl törzs     | A hifíl törzs     | A hifíl törzs  | A hifíl törzs  | A hifíl törzs  | A hifíl törzs  |
|               | Particípiumai     | Particípiumai     | Infinitívuszai | Infinitívuszai | Infinitívuszai | Infinitívuszai |
|               | aktív particípium | aktív particípium | Inf. abs.      | Inf. abs.      | Inf. constr.   | Inf. constr.   |
| ------------- | ----------------- | ----------------- | -------------- | -------------- | -------------- | -------------- |
| E/h           | מַמְלִיךְ             | mamlích           | הַמְלֵךְ           | hamléch        | הַמְלֵךְ           | hamléch        |
| E/n           | מַמְלִיכָה            | mamlí`chá         |                |                |                |                |
| T/h           | מַמְלִיכִים           | mamlíchím         |                |                |                |                |
| T/n           | מַמְלִיכוֹת           | mamlíchót         |                |                |                |                |

## Hofal (Kauzatív passzív)
- Törzsképzőelem: -הָ ho- / -הֻ hu- előtag. Hangrend: mély (o-a, u-a). Jelentéstartalom: a hifíl passzívuma.

### Ragozott igealakok
| E/3h | הָמְלַךְ   | homlach     | וְהָמְלַךְ   | vəhomlach    | הָמְלָךְ   | homlách     |
| E/3n | הָמְלְכָה  | homləchá    | ~וְ      | və~          | הָמְלָכָה  | hom`láchá   |
| E/2h | הָמְלַכְתָּ  | hom`lachtá  | וְהָמְלַכְתָּ  | vəhomlach`tá | הָמְלָכְתָּ  | hom`láchtá  |
| E/2n | הָמְלַכְתְּ  | homlacht    | ~וְ      | və~          | הָמְלָכְתְּ  | homlácht    |
| E/1  | הָמְלַכְתִּי | hom`lachtí  | וְהָמְלַכְתִּי | vəhomlach`tí | הָמְלָכְתִּי | hom`láchtí  |
| T/3  | הָמְלְכוּ  | homləchú    | ~וְ      | və~          | הָמְלָכוּ  | hom`láchú   |
| T/2h | הָמְלַכְתֶּם | homlachtem  | ~וְ      | və~          | הָמְלָכְתֶּם | hom`láchtem |
| T/2n | הָמְלַכְתֶּן | hom`láchten | ~וְ      | və~          | הָמְלָכְתֶּן | hom`láchten |
| T/1  | הָמְלַכְנוּ | hom`lachnú  | וְהָמְלַכְנוּ | vəhomlach`nú | הָמְלָכְנוּ | hom`láchnú  |

Képzésére nézve egyszerű, a gyök egy -הָ ho- (nem há-!) törzsképzőt kap, s az így létrejött הָמְלַךְ homlach (rövidülve *-הָמְלְכ *homləch-) alakot ragozzuk végig.
Az előképzők, a hifílhez hasonlóan itt is elnyelik a hé-t és átveszik annak magánhangzóját (pl. impf. E/3h *יְהָמְלַךְ *jəhomlach → יָמְלַךְ jomlach, part. E/h *מְהָמְלַךְ *məhomlach → מָמְלָךְ momlách). Az összevonás nélküli alakok a Tanach költői könyveiben előfordulnak.
A törzsnek variánsa (és vélhetően eredeti alakja), a הֻפְעַל hufal igetörzs, annyi a különbség, hogy a törzsképző ho- helyett hu- áll (pl. הָמְלַךְ homlach helyett הֻמְלַךְ humlach). (Az u-a megegyezik a szintén passzív pual igetörzs hangrendjével.)

| A hofal törzs imperfektumi alakjai | A hofal törzs imperfektumi alakjai | A hofal törzs imperfektumi alakjai | A hofal törzs imperfektumi alakjai   | A hofal törzs imperfektumi alakjai   | A hofal törzs imperfektumi alakjai | A hofal törzs imperfektumi alakjai | A hofal törzs imperfektumi alakjai | A hofal törzs imperfektumi alakjai | A hofal törzs imperfektumi alakjai | A hofal törzs imperfektumi alakjai | A hofal törzs imperfektumi alakjai | A hofal törzs imperfektumi alakjai |
|                                    | Imperfektum királlyá lesz tétetve  | Imperfektum királlyá lesz tétetve  | Váv-imperfektum és királlyá tétetett | Váv-imperfektum és királlyá tétetett | Jusszívusz tétessék királlyá!      | Jusszívusz tétessék királlyá!      | Kohortatívusz hadd !               | Kohortatívusz hadd !               | Imperatívusz !                     | Imperatívusz !                     | Impt. en. !                        | Impt. en. !                        |
| ---------------------------------- | ---------------------------------- | ---------------------------------- | ------------------------------------ | ------------------------------------ | ---------------------------------- | ---------------------------------- | ---------------------------------- | ---------------------------------- | ---------------------------------- | ---------------------------------- | ---------------------------------- | ---------------------------------- |
| E/3h                               | יָמְלַךְ                               | jomlach                            | וַיָּמְלַךְ                                | vajjomlach                           | = imperf.                          | = imperf.                          |                                    |                                    |                                    |                                    |                                    |                                    |
| E/3n                               | תָּמְלַךְ                               | tomlach                            | -וַתָּ                                  | vatto~                               | = imperf.                          | = imperf.                          |                                    |                                    |                                    |                                    |                                    |                                    |
| E/2h                               | תָּמְלַךְ                               | tomlach                            | -וַתָּ                                  | vatto~                               | = imperf.                          | = imperf.                          |                                    |                                    | הָמְלַךְ                               | homlach                            | הָמְלְכָה                              | homləchá                           |
| E/2n                               | תָּמְלְכִי                              | tomləchí                           | -וַתָּ                                  | vatto~                               | = imperf.                          | = imperf.                          |                                    |                                    | הָמְלְכִי                              | homləchí                           |                                    |                                    |
| E/1                                | אָמְלַךְ                               | omlach                             | -וַאָ                                  | váo~                                 |                                    |                                    | אָמְלְכָה                              | omləchá                            |                                    |                                    |                                    |                                    |
| T/3h                               | יָמְלְכוּ                              | jomləchú                           | -וַיָּ                                  | vajjo~                               | = imperf.                          | = imperf.                          |                                    |                                    |                                    |                                    |                                    |                                    |
| T/3n                               | תָּמְלַכְנָה                             | tom`lachná                         | -וַתָּ                                  | vatto~                               | = imperf.                          | = imperf.                          |                                    |                                    |                                    |                                    |                                    |                                    |
| T/2h                               | תָּמְלְכוּ                              | tomləch ú                          | -וַתָּ                                  | vatto~                               | = imperf.                          | = imperf.                          |                                    |                                    | הָמְלְכוּ                              | homləchú                           |                                    |                                    |
| T/2n                               | תָּמְלַכְנָה                             | tom`lachná                         | -וַתָּ                                  | vatto~                               | = imperf.                          | = imperf.                          |                                    |                                    | הָמְלַכְנָה                             | hom`lachná                         |                                    |                                    |
| T/1                                | נָמְלַךְ                               | nomlach                            | -וַנָּ                                  | vanno~                               |                                    |                                    | נָמְלְכָה                              | nomləchá                           |                                    |                                    |                                    |                                    |

### Névszói igealakok
| A hofal törzs | A hofal törzs       | A hofal törzs       | A hofal törzs  | A hofal törzs  | A hofal törzs  | A hofal törzs  |
|               | Particípiumai       | Particípiumai       | Infinitívuszai | Infinitívuszai | Infinitívuszai | Infinitívuszai |
|               | passzív particípium | passzív particípium | Inf. abs.      | Inf. abs.      | Inf. constr.   | Inf. constr.   |
| ------------- | ------------------- | ------------------- | -------------- | -------------- | -------------- | -------------- |
| E/h           | מָמְלָךְ                | momlách             | הָמְלֵךְ           | homléch        | הָמְלַךְ           | homlach        |
| E/n           | מָמְלָכָה               | momláchá            |                |                |                |                |
| T/h           | מָמְלָכִים              | momláchím           |                |                |                |                |
| T/n           | מָמְלָכוֹת              | momláchót           |                |                |                |                |

Particípiuma á-val van, ami végig megmarad.
Infinitívusz abszolútuszában é található.

## Lásd még
- Héber igeragozás
- Héber egyszerű igetörzsek
- Héber intenzív igetörzsek
- Klasszikus héber nyelvtan